# Elliot Page
Elliot Page, eerder bekend als Ellen Page (Halifax, 21 februari 1987), is een Canadees acteur. 
Hij werd in 2008 genomineerd voor onder meer een Oscar, een Golden Globe en twee BAFTA Awards (die voor beste actrice en de Rising Star Award) voor de hoofdrol in de tragikomediefilm Juno. Meer dan veertig andere filmprijzen werden Page daadwerkelijk toegekend, waaronder een Independent Spirit Award, een National Board of Review Award, een Satellite Award (alle drie voor Juno) en Gemini Awards in 2004 (voor de televisiefilm Mrs. Ashboro's Cat) en 2005 (voor de televisieserie ReGenesis).

## Loopbaan
Page begon met acteren bij het Neptune Theater in Halifax en werd op tienjarige leeftijd gekozen om Maggie MacLean te spelen in Pit Pony. Deze pilot resulteerde in 1999 in een gelijknamige televisieserie, waarvan 44 afleveringen werden gemaakt. Hij werd voor de rol genomineerd voor een Gemini Award en een Young Artist Award.
Nadat de serie werd stopgezet, kreeg hij in 2001 een terugkerende rol in de komische misdaadserie Trailer Park Boys, maar vervulde vervolgens een tijd lang voornamelijk bijrollen in televisiefilms. In 2004 speelde Page voor het eerst een hoofdrol, in de jeugdfilm I Downloaded a Ghost. De tiener verwierf in eigen land bekendheid in het acteervak met de rol als Lilith Sandstrom in de sciencefictionserie ReGenesis.
Page viel ook buiten Canada op na 2005 door het vertolken van de hoofdrol in in de thriller Hard Candy, die niet alleen nominaties voor Canadese acteerprijzen, maar ook voor Amerikaanse en Engelse opleverde. Dit resulteerde erin dat regisseur Brett Ratner de rol van Kitty Pryde in X-Men: The Last Stand (2006) uitbreidde en Page ervoor inzette. Nadat de spektakelfilm in première ging, stortte Page zich in verscheidene projecten. Aan het begin van 2007 begonnen de opnames van Juno. Die film werd een festivalhit en hij verdiende met de rol als titelpersonage Juno MacGuff meer dan vijftien prijzen met persoonlijke nominaties voor zowel een Oscar voor beste actrice, een Golden Globe als twee BAFTA Awards. Page speelt ook het personage Jodie Holmes in het PlayStation 3-spel Beyond: Two Souls, wat een nominatie voor een Spike TV VGX voor beste stemactrice opleverde.
In 2019 verscheen Page in een hoofdrol in de televisieserie The Umbrella Academy. In de eerste twee seizoenen van die serie speelde hij de rol van Vanya Hargreeves. Na zijn transitie is ook de naam van Vanya veranderd in Viktor in de daaropvolgende seizoenen. Netflix heeft ook retroactief de aftitelingen van alle voorgaande afleveringen aangepast aan zijn nieuwe naam.

## Privéleven
Page werd geboren als Ellen Grace Philpotts-Page. Zijn ouders zijn een docent Frans en een grafisch ontwerper.
Op 14 februari 2014 maakte Page, die toen nog als vrouw door het leven ging, op een lgbt-conferentie in Las Vegas publiekelijk bekend op vrouwen te vallen. In 2018 trouwde Page met Emma Portner. In 2021 scheidde het koppel.
Page liet op 1 december 2020 op Twitter weten transgender te zijn, er de voorkeur aan geven met mannelijke ('hij'; of in het Engels: he) of genderneutrale voornaamwoorden (Engels: they) te worden aangeduid, en de voornaam Ellen te hebben ingeruild voor Elliot. Page verscheen eind maart 2021 als eerste openlijke trans man op de cover van Time. De foto was, op verzoek van Page, gemaakt door fotograaf Wynne Neilly, die zelf ook transgender is. In het betreffende artikel omschreef Page zichzelf als queer en non-binair, en vertelde hij dat hij een mastectomie had laten uitvoeren, een operatie die hij omschreef als 'levensreddend'.

## Publicatie
- Pageboy: A Memoir; Flatiron, New York (2023).

- Bibsys: 8040169
- Biblioteca Nacional de España: XX1788949
- Bibliothèque nationale de France: cb15801339b (data)
- Catàleg d'autoritats de noms i títols de Catalunya: 981058509279506706
- CiNii: DA17016515
- Gemeinsame Normdatei: 140717056
- International Standard Name Identifier: 0000 0001 2032 4422
- Library of Congress Control Number: no2005031915
- MusicBrainz: 5ed18fd3-7ce8-479c-8079-d4160f86b158
- Nationale Bibliotheek van Tsjechië: pna2011636357
- Nationale Bibliotheek van Israël: 987007421965505171
- Nationale Bibliotheek van Polen: a0000002013315
- Nederlandse Thesaurus van Auteursnamen: 314088628
- Système universitaire de documentation: 129887234
- Virtual International Authority File: 107713968
- WorldCat: E39PBJcRbRWgm69rfVHkmt8Hmd